# Posener Literaturpreis
Der Posener Literaturpreis (polnisch Poznańska Nagroda Literacka; kurz PNL) ist eine polnische literarische Auszeichnung. Er wird seit 2015 von der Stadt Posen und der Adam-Mickiewicz-Universität Posen in folgenden zwei Kategorien verliehen: Der Adam-Mickiewicz-Preis wird für besondere Verdienste für die polnische Literatur und Kultur verliehen und ist mit 60.000 Złoty dotiert. Das Stanisław-Barańczak-Stipendium wird für ein bedeutendes, innovatives Werk im Bereich der Literatur und Geisteswissenschaft eines Autors verliehen, der jünger als 35 Jahre ist, und ist mit 40.000 Złoty dotiert.

## Jury
Die siebenköpfige Jury setzte sich für das Jahr 2018 aus Inga Iwasiów, Bogumiła Kaniewska, Jarosław Mikołajewski, Piotr Śliwiński, Eugeniusz Tkaczyszyn-Dycki, Sławomira Wornkowska-Jaśkiewicz und Szymon Wróbel zusammen. Ehemaliges Mitglied ist Zdzisław Jaskułka.

## Preisträger
| Jahr | Adam-Mickiewicz-Preis | Adam-Mickiewicz-Preis | Stanisław-Barańczak-Stipendium | Stanisław-Barańczak-Stipendium                                                               | Stanisław-Barańczak-Stipendium                                                                                                |
| Jahr | Preisträger/-in       | Titel                 | Preisträger/-in                | Titel                                                                                        | Finalisten |
| ---- | --------------------- | --------------------- | ------------------------------ | -------------------------------------------------------------------------------------------- | --- |
| 2015 | Zbigniew Kruszyński   | Kurator               | Kira Pietrek                   |                                                                                              | Katarzyna Gondek Paweł Mościcki                                                                                               |
| 2016 | Erwin Kruk            | Nieobecność           | Magdalena Kicińska             | Pani Stefa                                                                                   | Jakub Małecki: Dygot Marta Olesik: Miszczanin na górze Moria                                                                  |
| 2017 | Tadeusz Sławek        | U-chodzić             | Małgorzata Lebda               | Matecznik                                                                                    | Anna Cieplak: Ma być czysto Jacek Hajduk                                                                                      |
| 2018 | Anna Bikont           | Sendlerowa. W ukryciu | Szczepan Kopyt                 | z a b i c                                                                                    | Wiktor Marzec: Rebelia i reakcja. Rewolucja 1905 roku i plebejskie doświadczenie polityczne Ilona Witkowska: Lucyfer zwycięża |
| 2019 | Wiesław Myśliwski     | Ucho igielne          | Tomasz Bąk                     | Utylizacja. Pęta miast                                                                       | Mira Marcinów: Historia polskiego szaleństwa Dawid Szkoła: Galicyjskie żywoty. Opowieści o stracie, doli i pograniczu         |
| 2020 | Krystyna Miłobędzka   | jest / jestem         | Monika Glosowitz               | Maszynerie afektywne. Literackie strategie emancypacyjne w najnowszej polskiej poezji kobiet | Agnieszka Pajączkowska: Wędrowny Zakład Fotograficzny Joanna Żabnicka: Ogrodnicy z Marly                                      |
| 2021 | Jan Gondowicz         |                       | Igor Jarek                     | Halny                                                                                        | Urszula Honek: Zimowanie Katarzyna Szweda: Bosorka                                                                            |